# Hamdan Qassem
Hamdan Qassem (Arabic:حمدان قاسم) (sinh ngày 2 tháng 10 năm 1988) là một cầu thủ bóng đá người Các Tiểu vương quốc Ả Rập Thống nhất. Hiện tại anh thi đấu cho Hatta.